# Екарян, Арменак
Армена́к Екаря́н (арм. Արմենակ Եկարյան) (1870—1926) — армянский фидаи, родился в Ване, Османская империя, умер в Каире, Египет.

## Биография
Арменак Екарян уроженец древнего армянского города Ван. Начальное образование получил в Варагаванкском монастыре. В 1888 году присоединился к Армянскому национальному движению, познакомившись с членами Армянской демократической либеральной партии.
Когда в 1896 году в Османской империи султаном Абдул-Хамидом II была поднята очередная кровавая волна армянских погромов, произошли массовые убийства армян, - Екарян принял участие в организации обороны Вана. Ему удалось получить груз оружия из соседней Персии. Потом османские власти посадили его в тюрьму, вместе с 40 его товарищами, и затем выпустили в конце конфликта. Он покинул Османскую Империю по требованию Султана. Нашёл прибежище в Урмии, в Персии. После Младотурецкой революции, он вернулся в родной Ван в 1908 году. Многие армянские (а также македонские) революционеры тогда „условно присоединились к младотурецкому движению“.
Однако, уже в мае 1910 года шовинистические и мегаломанские установки младотурок стали очевидными для всех (или почти для всех). Весной 1915 года младотурки начали планомерный геноцид армянского народа, приступив к депортации и резне. Екарян вновь принял участие в Ванском сопротивлении. После армянской победы его участники создали Администрацию Западной Армении, во главе с Арамом Манукяном. Арменак Екарян стал главой полиции. Арам Манукян, Арменак Екарян и другие постарались придать национальный характер военной администрации. В 1922 году Екарян эмигрировал со своей семьей в Каир, где умер в 1926 году. Его семья переехала в Армянскую ССР в 1947 году, в период массовой репатриации и реэмиграции армян.